# Club Penguin: Game Day!
Club Penguin: Game Day! — командная игра для Wii, она была выпущена в сентябре 2010 года. В многопользовательском режиме в игру могут играть до 4 человек. Есть также режим одиночной игры. Игра была помещена на сайте ESRB в апреле 2010 года и официально анонсирована 10 июня 2010. Игра основана на игре Club Penguin.

## Геймплей
В игре игроки создают и настраивают трёхмерного пингвина и участвуют во множестве соревнований: Sumo Smash, Java Sack, Bean Balance, Fast Freeze, Sled & Slide. Каждый раз, когда игроки проходят соревнование, они завоевывают некоторую территорию на острове. Цель для игроков — завоевать как можно больше территории. Игрок может передать монеты, вещи и марки к его аккаунту Club Penguin. Игрок может выбрать свою команду — жёлтую, зелёную, синюю и красную. Игрок может купить изделия из каталога в магазине подарков. (как в Club Penguin, но тут каталог не обновляется). В Club Penguin: Game Day! карта не такая, как у игры на компьютере. В карте этой игры есть только гора, лыжная станция, центр, снежная крепость, магазин подарков, якорная стоянка и пляж.